# تنک کردن بوم‌شناختی

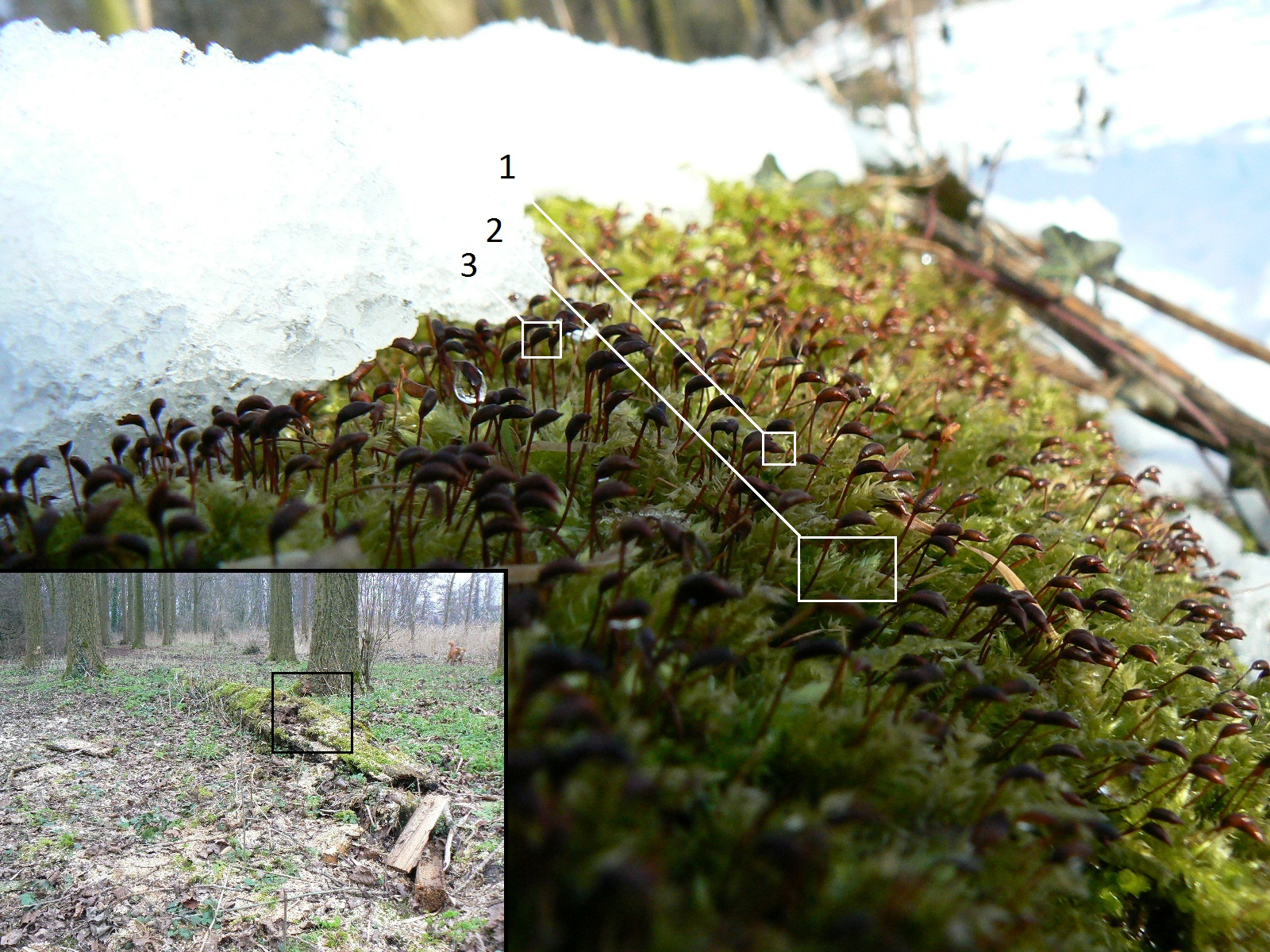
برف تازه تا حدی خزه پردار ساقه زبر اپیکسیلیک (Brachythecium rutabulum) را پوشانده است که روی یک صنوبر سیاه هیبرید مرده (Populus x canadensis) رشد می‌کند، که در سال ۲۰۰۸ برای ایجاد یک مسیر کنار آب تنک شده بود. آخرین مرحله از چرخه زندگی خزه نشان داده شده است، جایی که اسپوروفیت‌ها قبل از پراکندگی هاگ‌هایشان قابل مشاهده هستند: کالیپترا (۱) هنوز به هاگدان (۲) متصل است. همچنین می‌توان نوک گامتوفیت‌ها (۳) را تشخیص داد. تصویر داخل کادر، درختان صنوبر سیاه اطراف را که بر روی خاک رس شنی در کنار یک رودخانه رشد می‌کنند، نشان می‌دهد و جزئیات منطقه مشخص شده است.

تنک کردن بوم‌شناختی یک تکنیک جنگل‌شناسی است که در مدیریت جنگل مورد استفاده قرار می‌گیرد. این تکنیک به منظور افزایش سلامت اکوسیستم جنگلی، ارتقای تنوع زیستی، بهبود جریان آب، و تقویت رشد سایر گیاهان و درختان انجام می‌گیرد، بدون تمرکز صرف بر صنعت چوب.
اگرچه تنک کردن در اصل به‌عنوان یک روش دست‌ساز مدیریت جنگل با هدف افزایش بهره‌وری چوب شکل گرفت، اما گذار از جنگل‌های تولیدی به جنگل‌های چندمنظوره، کاربرد این روش را گسترش داد. در این رویکرد جدید، قطع درختان برای دستکاری اکوسیستم به دلایل مختلفی انجام می‌شود؛ از جمله حذف گونه‌های غیربومی از یک قطعه جنگلی تا برداشت درختان صنوبر که در ساحل رودخانه رشد کرده‌اند و هدف از آن بهبود کاربری تفریحی این منطقه است.
از دهه ۱۹۷۰ به این سو، سیاست رایج‌تر بر آن شده است که درختان رقیق‌شده در کف جنگل باقی گذاشته شوند؛ زیرا چوب به شیوه‌ای طبیعی‌تر تجزیه می‌شود و نقش مهمی در افزایش تنوع زیستی ایفا می‌کند، چرا که زیستگاه‌های مناسبی برای انواع بی‌مهرگان، پرندگان و پستانداران کوچک فراهم می‌آورد. بسیاری از قارچ‌ها مانند Calocera viscosa و خزه نیز به صورت چوب‌خواری (وابسته به چوب در حال تجزیه) یا جگرواشان (رشد روی سطح چوب) زندگی می‌کنند؛ برای مثال، برخی گونه‌های خزه، کل چرخه زندگی خود را تنها بر روی یک تنه درخت طی می‌کنند.
در مواردی که درختان تحت مدیریت تجاری هستند، با حذف ساقه‌های مجاور که پتانسیل کیفیت چوب نامطلوب‌تری دارند، رقابت کاهش می‌یابد. وقتی درختان در حالت طبیعی رها شوند، «خود به خود لاغر می‌شوند»، اما این فرایند در برخی شرایط می‌تواند غیرقابل اعتماد باشد. نمونه‌هایی از این مورد را می‌توان در جنگل‌ها و بیشه‌های شمشاد - آیرونبارک ویکتوریا (استرالیا) یافت که بخش بزرگی از درختان آن شاخه‌زاد هستند و در نتیجهٔ قطع درختان در دهه‌های گذشته به وجود آمده‌اند.

## پیامدهای اکوفیزیولوژیکی
تنک کردن، بسته شدن تاج درخت را کاهش داده و نفوذ اشعه خورشید به داخل تاج درخت را افزایش می‌دهد. راندمان فتوسنتزی این انرژی بهبود می‌یابد و ماندگاری سوزن‌ها، به ویژه در قسمت‌های پایینی تاج، طولانی‌تر می‌شود. سیستم ریشه، طول تاج، قطر تاج و مساحت تاج، همگی پس از تنک کردن افزایش می‌یابند. حتی اگر تبخیر خاک و تعرق تک تک درختان پس از تنک کردن افزایش یابد، کل تبخیر و تعرق در سطح پایه تمایل به کاهش دارد؛ جذب آب در تاج پوشش کاهش و بارش افزایش می‌یابد، به طوری که وضعیت آب درخت معمولاً پس از تنک کردن بهبود می‌یابد. رشد شعاعی سالانه یک شاخص جامع از پاسخ فیزیولوژیکی درخت به تغییرات محیطی است. میسون و همکارانش با کار بر روی صنوبر نروژی، که می‌توان انتظار داشت از برخی جهات مشابه صنوبر سفید رفتار کند، نشان دادند که کاهش تراکم توده، رابطه کلاسیک آب و هوا-رشد را تغییر می‌دهد